# Acorypha karschi
Acorypha karschi är en insektsart som först beskrevs av Martínez y Fernández-castillo 1902.  Acorypha karschi ingår i släktet Acorypha och familjen gräshoppor. Inga underarter finns listade i Catalogue of Life.